# Wiktor Ziemiński

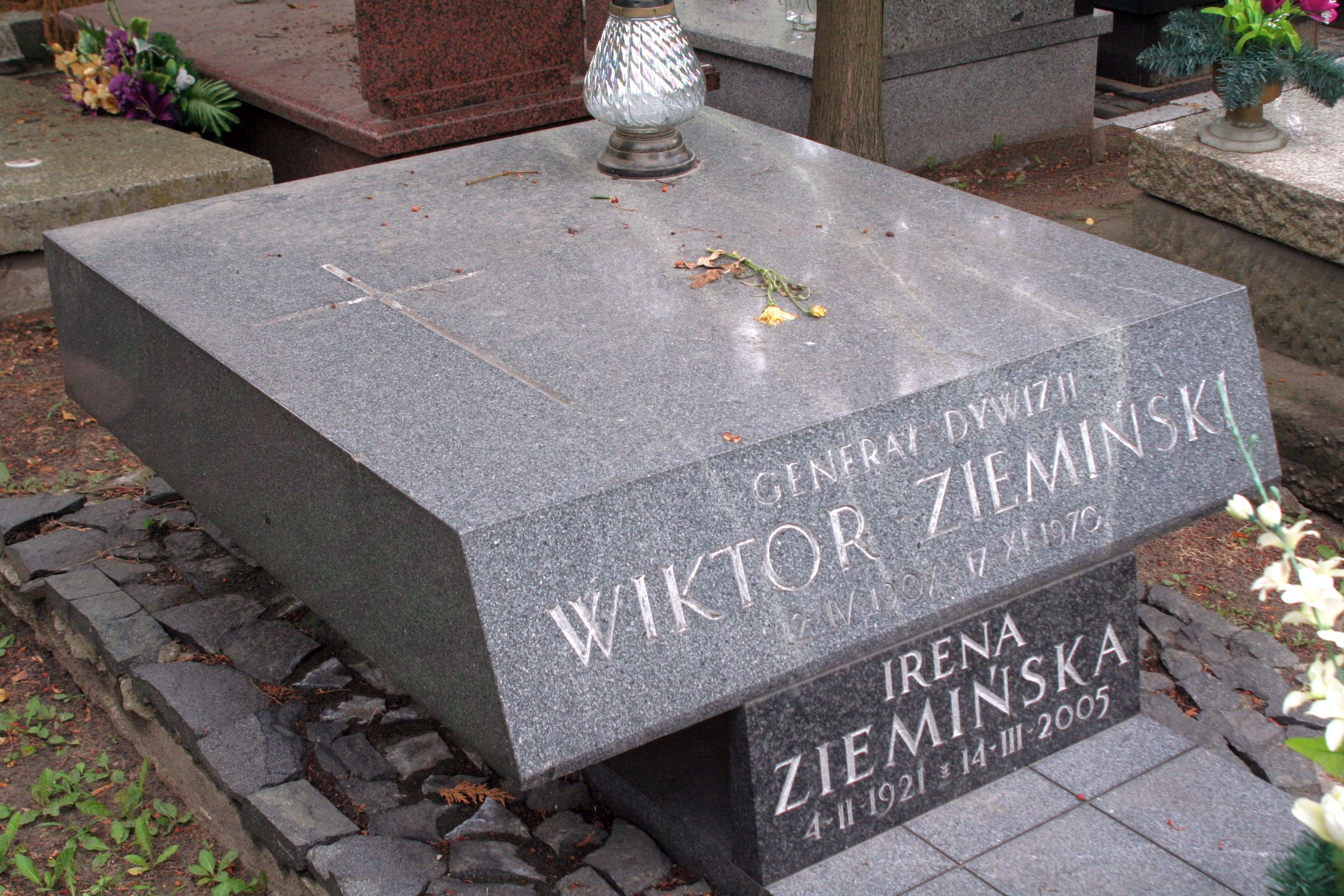
Grób Wiktora Ziemińskiego i jego żony Ireny na Cmentarzu Wojskowym na Powązkach w Warszawie

Wiktor Józef Ziemiński (ur. 12 kwietnia 1907 w Barakach, zm. 17 listopada 1970) – generał dywizji Wojska Polskiego, Główny Kwatermistrz Wojska Polskiego (1956–1970)

## Życiorys
Urodził się 12 kwietnia 1907 w Barakach, w powiecie krasnostawskim, w rodzinie Józefa Edwarda (1880-1944), robotnika rolnego oraz Zofii z Bieleckich (1881-1954). W latach 1922–1925 ukończył 5 klas gimnazjum w Kazimierzy Wielkiej. Następnie uczęszczał do Szkoły Medyczno-Drogowej w Kowlu. Od 1926 pracował jako goniec komornika sądowego w Lublinie. W 1928 został powołany do zasadniczej służby wojskowej i wcielony do 12 Pułku Ułanów Podolskich w Krzemieńcu. W 1930 ukończył pułkową szkołę podoficerską i został powołany do służby nadterminowej w stopniu plutonowego. Był zastępcą dowódcy plutonu ułanów. W latach 1935–1938 był podchorążym Szkoły Podchorążych dla Podoficerów w Bydgoszczy. Tam w czerwcu 1938 zdał maturę. Na stopień podporucznika został mianowany ze starszeństwem z 1 października 1938 i 2. lokatą w korpusie oficerów kawalerii. Służył następnie w 14 pułku ułanów jazłowieckich, jako dowódca plutonu armat przeciwpancernych. Rozpoczął też studia prawnicze na Uniwersytecie Jana Kazimierza we Lwowie (1934–1938).
Po wybuchu II wojny światowej, podczas kampanii wrześniowej walczył ze swoim pułkiem w składzie Podolskiej Brygady Kawalerii Armii „Poznań”. Między innymi, brał udział w bitwie nad Bzurą, w walkach pod Wartkowicami (10 września 1939), Łęczycą i Kutnem oraz w walkach pod Zamościem i Górkami w Puszczy Kampinoskiej. 19 września, podczas przebijania się do Warszawy, został ranny. Po przebiciu się do Warszawy, brał udział w jej obronie (do 28 września). 29 września 1939 został odznaczony Krzyżem Walecznych. Po kapitulacji miasta dostał się do niewoli niemieckiej. Przebywał w obozach jenieckich (oflagach), początkowo w Oflagu XIB Braunschweig, a od czerwca 1940 w Oflagu II C Woldenberg (Dobiegniew). Podczas ewakuacji obozu 30 stycznia 1945 został ciężko ranny w miejscowości Detz (Dziedzice) koło Barlinka, na skutek czego amputowano mu rękę. Z tego powodu jako jedyny żołnierz w polskich siłach zbrojnych uzyskał od Ministra Obrony Narodowej zezwolenie na salutowanie lewą ręką.
Do marca 1945 przebywał w szpitalu w Gnieźnie. 11 czerwca 1945 wstąpił do ludowego Wojska Polskiego. Był początkowo wykładowcą taktyki w Oficerskiej Szkole Piechoty nr 2 w Lublinie, po czym rozpoczął służbę w kwatermistrzostwie. Początkowo był kwatermistrzem szkoły oficerskiej, a od października 1945 intendentem 15 Dywizji Piechoty w Olsztynie. Był wysoko oceniany przez przełożonych za bardzo dobre gospodarowanie mieniem wojskowym. Od lipca 1946 był szefem wydziału intendencko-kwatermistrzowskiego Okręgu Wojskowego nr I w Warszawie. Od marca 1947 był kwatermistrzem tego okręgu. W lipcu 1948 awansował do stopnia pułkownika kwatermistrzostwa. Od lutego 1950 do marca 1951 był kwatermistrzem Dowództwa Okręgu Wojskowego nr II w Bydgoszczy. W latach 1951–55 był  szefem Działu Zaopatrzenia i Gospodarki Komendy Głównej Powszechnej Organizacji Służba Polsce. W listopadzie 1955 znalazł się poza wojskiem w związku z mianowaniem na dyrektora generalnego Wojskowego Korpusu Górniczego w Ministerstwie Górnictwa.
W listopadzie 1956 ponownie został powołany do wojska na wniosek gen. dyw. Mariana Spychalskiego. Na podstawie postanowienia prezesa Rady Ministrów z 5 listopada 1956 otrzymał nominację na stopień generała brygady. Został powołany na stanowisko Głównego Kwatermistrza Wojska Polskiego, które sprawował przez blisko 14 lat, do maja 1970. Na mocy uchwały Rady Państwa PRL z 13 lipca 1960 został awansowany na stopień generała dywizji. Nominację wręczył mu 20 lipca 1960 w Belwederze przewodniczący Rady Państwa Aleksander Zawadzki. W 1961 ukończył studia o kierunku ogólnowojskowym w Akademii Sztabu Generalnego WP.
28 kwietnia 1970 na posiedzeniu Zarządu Głównego Związku Inwalidów Wojennych został wybrany na stanowisko prezesa Zarządu Głównego. 25 maja 1970 przekazał obowiązki głównego kwatermistrza WP swojemu zastępcy-szefowi sztabu, generałowi brygady Mieczysławowi Obiedzińskiemu. Powierzono mu wówczas funkcję doradcy MON ds. gospodarczych.
Od 1946 był członkiem PPR, następnie PZPR. Ponadto był działaczem władz naczelnych ZBoWiD, Rady Głównej Związku Harcerstwa Polskiego i Towarzystwa Rozwoju Ziem Zachodnich i Północnych.
Opublikował wspomnienia Wrzesień, oflag, wyzwolenie (Warszawa 1962).
Zmarł 17 listopada 1970 po długiej i ciężkiej chorobie. Pochowany z honorami 20 listopada 1970 na cmentarzu Powązki Wojskowe w Warszawie (kwatera B2-tuje-4). W pogrzbie udział wziął m.in. przewodniczący Rady Państwa PRL marszałek Marian Spychalski i minister obrony narodowej gen. Wojciech Jaruzelski. W imieniu żołnierzy WP zmarłego pożegnał wiceminister obrony narodowej, szef GZP WP gen. dyw. Józef Urbanowicz.

## Awanse
W trakcie wieloletniej służby w Wojsku Polskim otrzymywał awanse na kolejne stopnie wojskowe:
- podporucznik – październik 1938
- porucznik – wrzesień 1939
- kapitan – lipiec 1945
- major – marzec 1946
- podpułkownik – październik 1946
- pułkownik – lipiec 1948
- generał brygady – listopad 1956
- generał dywizji – lipiec 1960

## Życie prywatne
Mieszkał w Warszawie. Od 1945 był żonaty z Ireną Tylkowską (1921-2005). Małżeństwo miało dwie córki i syna.

## Ordery i odznaczenia
- Ordere Sztandaru Pracy I klasy (dwukrotnie, w tym w 1964)[11])
- Krzyż Srebrny Orderu Virtuti Militari (1946)
- Krzyż Komandorski Orderu Odrodzenia Polski (1959)
- Krzyż Kawalerski Orderu Odrodzenia Polski (1955)
- Order Krzyża Grunwaldu III klasy (1946)
- Krzyż Walecznych (1939)
- Złoty Krzyż Zasługi (1949)
- Medal za Warszawę 1939–1945 (1946)
- Złoty Medal „Siły Zbrojne w Służbie Ojczyzny”
- Srebrny Medal „Siły Zbrojne w Służbie Ojczyzny”
- Brązowy Medal „Siły Zbrojne w Służbie Ojczyzny”
- Srebrny Medal „Za zasługi dla obronności kraju” (1968)
- Brązowy Medal „Za Zasługi dla Obronności Kraju”
- Złota odznaka honorowa „Za Zasługi dla Warszawy” (1965)[12]
- Złota odznaka "Za zasługi w rozwoju województwa zielonogórskiego" (1968)[13]
- Złota Odznaka Kół Młodzieży Wojskowej
- Złota Odznaka Pracownika Służby Zdrowia (1967)[14]
- Złota Odznaka "Zasłużony Działacz LOK" (1967)[15]
- Medal 100-lecia sportu polskiego  (1968)[16]
- Srebrny medal pamiątkowy dla uczczenia górnictwa w Tysiąclecie Państwa Polskiego (1963)[17]
- Order Czerwonego Sztandaru (ZSRR, 1968)
- Medal „Za zwycięstwo nad Niemcami w Wielkiej Wojnie Ojczyźnianej 1941–1945” (ZSRR, 1946)
- Odznaka „25-lecia Zwycięstwa w Wielkiej Wojnie Ojczyźnianej 1941-1945” (ZSRR, 1970)[18]
- Medal „Za umacnianie Przyjaźni Sił Zbrojnych” II stopnia (Czechosłowacja, 1970)